# Mark Hollis
Mark David Hollis (4. ledna 1955 – 25. února 2019) byl anglický hudebník a zpěvák-skladatel, známý jako hlavní zpěvák skupiny Talk Talk. Největšího úspěchu dosáhl v 80. a 90. letech 20. století. Mark Hollis napsal většinu skladeb, včetně hitů jako It's My Life a Such A Shame. V pozdějších pracích se vyvinul experimentální kontemplativní styl.